# 秋田県道287号南由利原鮎川線
秋田県道287号南由利原鮎川線（あきたけんどう287ごう みなみゆりはらあゆかわせん）は、秋田県由利本荘市を通る一般県道である。

## 概要
南由利原の大谷地池の秋田県道32号仁賀保矢島館合線交点から路線が北へ分岐する。子吉川水系の鮎川に出るまでは未改良区間の道幅が狭い区間が続き、川と合流後は上流の子吉川（当路線の終点）まで鮎川と並行する。終点付近で由利高原鉄道と交差し、鮎川駅には市道で接続する。

### 路線データ
- 総延長 : 12.933 km[2]
- 実延長 : 12.933 km[2]
- 起点 : 秋田県由利本荘市西沢字南由利原214番（秋田県道32号仁賀保矢島館合線交点）[3]北緯39度14分28.52秒 東経140度3分11.3秒
- 終点 : 秋田県由利本荘市南福田字大門239番（国道108号交点）[3]北緯39度20分11.63秒 東経140度4分29秒
- 未供用区間 : なし[2]

## 歴史
- 1973年（昭和48年）3月1日 - 秋田県道に認定される[3]。

## 路線状況

### 重複区間
- 本荘由利広域農道（由利本荘市東鮎川・交点 - 由利本荘市南福田字大門・終点）

### 冬期閉鎖区間
- 区間 : 由利本荘市南由利原 - 由利本荘市屋敷[4]
  - 期日 : 11月中旬 - 翌年春[5]

### 交通不能区間
- なし[6]

## 地理

### 交差する道路
| 施設名 | 接続路線名                   | 備考                      | 所在地                                               |
| ------ | ---------------------------- | ------------------------- | ---------------------------------------------------- |
|        | 秋田県道32号仁賀保矢島館合線 | 起点                      | 由利本荘市西沢字南由利原                             |
|        | 本荘由利広域農道             |                           | 由利本荘市東鮎川北緯39度19分23秒 東経140度3分31.15秒 |
|        | 国道108号                    | 終点 本荘由利広域農道終点 | 由利本荘市南福田字大門                               |

### 沿線の施設など
- 大谷地池
- 由利高原鉄道 鮎川駅